# 알리 사이부
알리 사이부(프랑스어: Ali Saibou, 1940년 6월 17일~2011년 10월 31일)는 사망한 세이니 쿤체 대통령의 뒤를 이어 1987년부터 1993년까지 세 번째 니제르의 대통령을 역임했다.

## 어린 시절 및 군대
자르마족의 일원으로, 그는 오울람 아롱디스망에 있는 마을인 딩가지반다에서 태어났다. 비록 쿤체의 고향 마을 출신이지만, 사이부는 사촌이 아니다. 그는 일찍이 군대 경력에 관심을 갖게 되었고, 1954년부터 세네갈에 있는 생루이 예비 학교를 다녔고, 그 후 세네갈 제1티라유르연대에 합류했다. 그는 1960년 카메룬에서 전투를 보았고, 프랑스 제5해외국간연대와 함께 있는 동안 그곳에서 부상을 입었다.
1960년 니제르의 독립과 함께 사이부는 1961년 8월 중사로 새로운 니제르 육군으로 전근되었다. 그는 장교 학교에 다녔고, 1969년에 응귀그미 부대의 지휘관이 되었다. 1973년 아가데즈에 있는 새로운 부대로 옮긴 후, 그는 대위의 지위를 얻었다. 사이부는 1974년 4월 쿠데타에 쿤체에게 운명을 맡겼고, 아가데즈에서 니아메로 군대를 데려왔다. 보상으로 그는 소령으로 진급했고, 농촌 경제 환경부 장관으로 내각에 임명되었고, 1974년 11월 20일에 참모총장이 되었다.
하지만, 쿤체는 사이부를 의심했다. 1975년 6월, 그는 사이부를 내각에서 해임하고 그에게 군대 지휘권을 포기하라고 요청했다. 사이부는 군대에서 완전히 은퇴할 것을 요구함으로써 맞섰고, 이는 분명히 쿤체의 두려움을 완화시켜 주었다. 사이부는 1987년 11월 10일 쿤체 사망 전까지 충성을 다했다.
그 후 사이부는 최고 군사 평의회에 의해 쿤체 후임으로 지명되었고, 그 후 외교 임무를 가진 군사 라이벌들을 해외로 보냈다. 1989년, 그는 새로운 헌법을 승인받았고 유일한 합법 정당으로 사회발전국민운동(MNSD)을 설립했다. MNSD의 대통령으로서, 사이부는 12월에 유일한 대통령 후보였다. MNSD는 국회의 93석을 모두 휩쓸었다.

## 만년 및 사망
1990년 초, 학생들에 의한 불안과 치친타바라덴에 대한 투아레그인 습격은 결국 일당 통치를 해체한 1991년의 전국 회의로 이어졌고, 사이부는 대부분 비효율적이었다. 1991년 3월 MNSD 당대회에서 사이부는 당의 지도자로서의 지위를 유지할 수 있었고, 특히 군대의 지원으로부터 혜택을 받았다. 그러나, 그해 후반에 국민회의는 사이부가 계획된 대통령 선거에 출마하는 것을 금지했고, 1991년 11월 또 다른 MNSD 회의에서 그는 마마두 탄자에 의해 당 대표로 교체되었다. 1993년 3월 마하만 우스만이 대통령으로 당선된 후, 사이부는 4월 16일 대통령직을 우스만에게 넘겨주었고, 이는 현직 대통령이 처음으로 평화적으로 야당에 권력을 넘긴 때였다. 알리 사이부는 2011년 10월 31일에 사망했다.